# Invincible (album, Skillet)
Invincible je třetí studiové album americké křesťanské rockové skupiny Skillet. Album vyšlo 1. února roku 2000.

## Seznam skladeb
Autorem všech skladeb je John Cooper, pokud není uvedeno jinak.
| Pořadí         | Název                   | Autor                        | Délka |
| -------------- | ----------------------- | ---------------------------- | ----- |
| 1.             | Best Kept Secret        |                              | 3:55  |
| 2.             | You Take My Rights Away |                              | 4:32  |
| 3.             | Invincible              |                              | 3:51  |
| 4.             | Rest                    | John L. Cooper, Korey Cooper | 3:48  |
| 5.             | Come On to the Future   |                              | 3:54  |
| 6.             | You're Powerful         | J. Cooper, K. Cooper         | 3:26  |
| 7.             | I Trust You             | J. Cooper, K. Cooper         | 3:38  |
| 8.             | Each Other              | J. Cooper, K. Cooper         | 3:26  |
| 9.             | The Fire Breathes       |                              | 3:41  |
| 10.            | Say It Loud             |                              | 3:32  |
| 11.            | The One                 |                              | 4:12  |
| 12.            | You're in My Brain      |                              | 10:40 |
| Celková délka: | Celková délka:          | Celková délka:               | 52:38 |

Poslední skladba obsahuje skrytou skladbu "Angels Fall Down".

## Obsazení

#### Skillet
- John Cooper – zpěv, basová kytara
- Korey Cooper – klávesy, kytary, samplování, doprovodný zpěv
- Kevin Haaland – kytary
- Trey McClurklin – bicí

#### Ostatní hudebníci
- Skidd Mills – kytary, doprovodné smyčce
- Tim Palmer – kytary
- Mike Salopek – kytary
- Kent Smith – kytary
- Ken Steorts – kytary
- Matt Browning – doprovodné smyčce (3, 11)